# José Nieves Castro García
José Nieves Castro García fue un futbolista mexicano que jugó de mediocampista. Durante su carrera jugó 116 partidos y 6786 minutos en la primera división de México. Participó en la Copa Libertadores de América 1999.
- En 1994 fue seleccionado nacional sub-23.
- Postulado a novato del año de la temporada 1993-1994.
- Campeón del torneo Campeones de Copa de la Concacaf 1993 con Rayados de Monterrey.
- Subcampeón con Necaxa en el torneo invierno 1996.

Después de pasar por equipos como Tiburones rojos de Veracruz, Real San Luis, y Correcaminos de la UAT, finalizó su carrera como jugador en el 2004 con el Inter Riviera Maya.
En sus inicios, jugó en el futbol amateur en la liga municipal de Ozuluama, Veracruz, donde se destacaba por sus potentes tiros a gol de larga distancia, la cual fue una de sus mayores fortalezas que lo llevó a primera división.

## Clubes
- Tampico-Madero (1990-1993)
- Club de Fútbol Monterrey (1993-1996)
- Club Necaxa (1996-1997)
- Saltillo Soccer (1997)
- Club de Fútbol Monterrey (1998-1999)
- Tiburones rojos de Veracruz (1999)
- Real San Luis (2000-2001)
- Correcaminos UAT (2002)
- Inter Riviera Maya (2003)

Formó parte de la selección sub-23 de México en 1994.
- Datos: Q5944303